# Вътрешно Японско море
Вътрешно Японско море (на японски: 瀬戸内海 Сето-Найкай) е междуостровно море на Тихия океан. Представлява система от водни басейни и протоци, разположени между островите Хоншу на север и изток, Шикоку на юг и Кюшу на югозапад, на територията на Япония. На запад чрез протока Шимоносеки се съединява с Японско море, а на югозапад и изток чрез протоците Хаясуи и Бунго и Кии Наруто съответно – с Филипинско море на Тихия океан.
Дължината от запад на изток е 445 km, ширина – от 15 до 55 km, площ – 18 хил.km². Преобладаващи дълбочини от 20 до 60 m, максимална 241 m. Бреговете му са силно разчленени и е осеяно с множество малки острови. Средната февруарска температура на водата на повърхността е около 16 °C, средна августовска – около 27 °C, соленост – 3,0 – 34,0‰. Морето е важен морски път в Япония. Главни пристанища: Кобе, Осака, Мацуяма, Хирошима, Шимоносеки, Куре и др.